# Chelifera tacita
Chelifera tacita är en tvåvingeart som beskrevs av Collin 1928. Chelifera tacita ingår i släktet Chelifera och familjen dansflugor. Inga underarter finns listade i Catalogue of Life.